# Galxagar
Galxagar (ook: Cel-Xagar, Gal Hagar, Ceelxagar) is een dorp in het district Jariiban, in het noorden van de regio Mudug, in  Somalië.
 Galxagar ligt in het deel van Somalië dat behoort tot de zelfverklaarde autonome 'staat' Puntland. Binnen de regio's en districten die Puntland zelf heeft afgekondigd, ligt Galxagar in de regio Nugaal, district Godob Jiraan.
Galxagar ligt aan de onverharde weg van de districtshoofdstad Jariiban naar Eyl (in de regio Nugaal), in een meander van een gelijknamige wadi. Het dorp ligt 54 km ten noordoosten van Jariiban (gemeten langs de weg) en hemelsbreed 34 km van de kust van de Indische Oceaan. Het omringende landschap is een droge steppe met spaarzame en verspreide vegetatie. Rondom het dorp ligt een 15-tal berkads. Er is een lagere school. Dorpen in de omgeving zijn Lebi-Lamaane, Godob Jiraan en Budunbuto. 

## Klimaat
Galxagar heeft een tropisch savanneklimaat met een gemiddelde jaartemperatuur van 26,5°C. De warmste maand is mei, met een gemiddelde temperatuur van 28,3°C; januari is het koelste, gemiddeld 23,7°C. De jaarlijkse regenval bedraagt 160 mm (ter vergelijking, in Nederland ca. 800 mm). Er zijn twee uitgesproken regenseizoenen, in april-mei en oktober-november. Mei is de natste maand met ca. 57 mm neerslag. Van december t/m maart valt er weinig neerslag, en in de vier maanden juni t/m september is het vrijwel geheel droog.